# Drama Desk Award for Outstanding One-Person Show
De Drama Desk Award for Outstanding One-Person Show is een Amerikaanse jaarlijkse theaterprijs die wordt uitgereikt door Drama Desk, een organisatie waarvan de jury bestaat uit theaterrecensenten, verslaggevers en redacteuren. De prijs wordt toegekend aan soloartiesten die hebben opgetreden in een Broadwayvoorstelling, kleinere theaters of non-profittheaterproducties.
Pas bij de 30ste uitreiking van de Drama Desk Awards in 1984 werd deze specifieke categorie ingesteld. De eerste die de prijs in ontvangst mocht nemen, was Ian McKellen voor Acting Shakespeare.

## Winnaars
- 1984: Ian McKellen voor Acting Shakespeare
- 1985: Whoopi Goldberg
- 1986: Eric Bogosian voor Drinking in America
- 1987: Barbara Cook voor A Concert for the Theatre
- 1990: Robert Morse voor Tru
- 1991: Eileen Atkins voor A Room of One's Own
- 1992: Patrick Stewart voor A Christmas Carol
- 1993: Anna Deavere Smith voor Fires in the Mirror
- 1994: Anna Deavere Smith voor Twilight: Los Angeles, 1992
- 1995: James Lecesne voor Word of Mouth
- 1996: Mary Louise Wilson voor Full Gallop
- 1997: Fiona Shaw voor The Waste Land
- 1998: John Leguizamo voor Freak
- 1999: David Hare voor Via Dolorosa
- 2000: Dame Edna Everage voor Dame Edna: The Royal Tour
- 2001: Pamela Gien voor The Syringa Tree
- 2002: Elaine Stritch voor Elaine Stritch At Liberty
- 2003: Tovah Feldshuh voor Golda's Balcony
- 2004: Jefferson Mays voor I Am My Own Wife
- 2005: Billy Crystal voor 700 Sundays
- 2006:  Antony Sher voor Primo
- 2007: Vanessa Redgrave voor The Year of Magical Thinking
- 2008: Laurence Fishburne voor Thurgood
- 2009: Lorenzo Pisoni voor Humor Abuse
- 2010: Jim Brochu voor Zero Hour
- 2011: John Leguizamo voor Ghetto Klown
- 2012: Cillian Murphy voor Misterman
- 2013: Michael Urie voor Buyer & Cellar
- 2014: John Douglas Thompson voor Satchmo at the Waldorf
- 2015: Benjamin Scheuer voor The Lion
- 2016: Jesse Tyler Ferguson voor Fully Committed
- 2017: Ed Dixon voor Georgie: My Adventures with George Rose